# Antoine Lefébure
Pour les personnes ayant le même patronyme, voir Lefébure.
 (septembre 2018).
Antoine Lefébure, né en 1950, est un essayiste français, expert des technologies de la communication, créateur en 1974 de la revue Interférences, militant de la libéralisation de la bande FM dans les années 70 et à l'origine de la chaîne payante Canal+. Il est aujourd'hui auteur de livres et de documentaires.

## Biographie

### Études
Né en 1950, Antoine Lefébure, après une hypokhâgne à Pasteur, rentre en faculté à Nanterre où, inscrit en histoire et en sciences économiques, il se trouve mêlé au mouvement de contestation qui explose en mai 1968. Après une maîtrise d’histoire sur Radio Paris 1940-1944, il passe une année au département de communication de l’Université de Californie à Berkeley.

### RevueInterférences
À la Sorbonne, il termine son doctorat d’histoire sur « Le monopole des Télécommunications en France » et crée, en 1974, la revue trimestrielle Interférences sous-titrée pour une critique des appareils de communication. La revue sera le creuset où se retrouvent les passionnés d’électronique et de radio, qui engagent une lutte de longue haleine contre le monopole des ondes,. 
Après plusieurs tentatives d’émissions clandestines, il reçoit le soutien des écologistes (Amis de la Terre) et lance Radio Verte, la première station de radio à braver ouvertement le monopole gouvernemental. Elle est l'héritière des radios clandestines qui ont existé brièvement pendant l'Occupation et dans les années 1960.
Antoine Lefébure crée l’Association pour la libération des ondes (ALO) pour lutter contre les inculpations des responsables des radios libres qui se multiplient, les saisies de matériel et le brouillage des ondes. Cette association bataille de 1977 à 1981 pour la libre expression radiophonique. Plusieurs centaines de radios libres émettent régulièrement sur le territoire. En 1981, les radios libres obtiennent du gouvernement socialiste non sans mal le droit d'émettre officiellement.

### Chez Havas
En 1980, Antoine Lefébure intègre le groupe Havas où il devient responsable des nouvelles technologies. Il dirige une équipe qui réalisera les études de faisabilité de la 4e chaîne, à péage, bientôt nommée Canal+. Il devient directeur du développement d'Havas et lance les premières expériences de télématique et de banque de données du groupe.

### Activités dans le numérique
En 1988, Antoine Lefébure crée sa société d’études et de conseils, Technique Media Société, qui est spécialisée dans les études de faisabilité liée aux nouvelles technologies (ministère de la Culture, groupe Thomson)  . En 1994, il lance une des premières agences web pionnière et réalise les sites du Premier ministre, du groupe Virgin, de Bull, de la FNAIM, de l'IFOP.
Par ailleurs, outre les ouvrages qu'il publie, Antoine Lefébure intervient dans C dans l'air (France 5) et Preuves à l’appui (FR3) comme expert pour expliquer l’usage des nouvelles technologies. Il est responsable de l'activité Internet liée au projet Grand Paris au sein de l'agence d'architecture et d'urbanisme Antoine Grumbach. Depuis il prodigue expertise et conseils auprès d'entreprises privées, publie régulièrement articles et ouvrages et collabore à des documentaires.

### Antoine Lefébure, auteur
En 1992, il rend compte de son expérience à Havas et publie la saga d'une entreprise stratégique Havas, les arcanes du pouvoir.
En 1993, ce sont Les conversations secrètes des Français sous l'Occupation qui paraissent. Il s'agit de l'histoire de la surveillance par le gouvernement de Vichy des correspondances postales et téléphoniques.
En 2003, il ouvre la collection des livres de photographies aux éditions La Découverte avec Explorateurs photographes, l'aventure des pionniers de la photographie au XIXe siècle. Suit en 2005, Amazonie disparue, récit en images de la colonisation du continent sudaméricain.
En février 2014, il publie L'affaire Snowden. Comment les États-Unis espionnent le monde, un « polar vérité qui plonge le lecteur dans l'univers, par définition secret et caché, de la cyberguerre mondiale ». Ce livre a reçu le grand prix de la revue Risques (France assureur, Agefi). 
En 2016, il conçoit pour Bnf-partenariats, la filiale privée de la Bibliothèque de France, une collection d'ouvrages thématiques numérisés.

## Publications

### Ouvrages
- Interférences. Deux siècles de communication à distance, catalogue d'exposition, Conservatoire national des arts et métiers (CNAM), Musée national des techniques (MNT), novembre 1985
- Havas : Les arcanes du pouvoir, Paris, Bernard Grasset, 1992, 406 p. (ISBN 978-2-246-41991-4, BNF 35540641, présentation en ligne), [présentation en ligne].
- Les Conversations secrètes des Français sous l'Occupation, Plon 1993.
- Explorateurs photographes, Territoires inconnus 1850-1930, Editions La Découverte 2003.
- Amazonie disparue, Indiens et explorateurs 1825-1930, Éditions La Découverte, 2005.
- Trésors photographiques de la Société de Géographie, Editions BNF/Glénat, 2007.
- L'affaire Snowden : Comment les États-Unis espionnent le monde, Paris, Éditions La Découverte, 20 février 2014 (ISBN 978-2-7071-7848-0, BNF 43775221, présentation en ligne)[6]
- Conversations secrètes sous l'Occupation, Tallandier, 2018, 384 p.
- Vie et Mort du secret d'Etat : Du secret du roi à Wikileaks, Paris, Passés Composés, 2025, 395 p. (ISBN 979-1-0404-0719-5, présentation en ligne)

### Documentaires
- Libres antennes, 2020, Novaprod, Diffusion Canal Plus, LCP, .
- Quand Vichy espionnait les Français, 2020, Adamis production diffusion RMC

### Articles
- « Les flux transfrontières de données » (en collaboration avec Maurice Ronai), Le Monde Diplomatique, novembre 1979.
- « Les industries de la communication », Le Monde Diplomatique, octobre 1981.
- « La TSF militaire », Réseaux N°17, 1996.
- « Fonds d'archives des radios libres », Papier et audio, INA, Inathèque.
- « Les radios libres, technic 2 », Radio France, 27 novembre 2011.
- « Alexandra David-Neel », Historia, 1er avril 2013.
- « La loi Renseignement », Slate, 10 juin 2015.
- « Quand Vichy s'appuyait sur Vichy pour espionner les Français », Slate, 6 mai 2018.
- « Fichier S », Slate, 3 juin 2018.
- « Les vainqueurs de mai 68 », Le Monde, 1er août 2018.
- « Quand Vichy espionnait les Français », Slate, octobre 2018.
- « Les lettres des députés communistes incarcérés sous Vichy », Retronews.
- « Charcot », Historia, 20 août 2023.
- « Dreyfus martyre du contre-espionnage » Hors série Le Monde. mars 2023.